# Folle banderuola/La luna e il cow boy/Un piccolo raggio di luna/Vorrei sapere perché
Folle banderuola/La luna e il cow boy/Un piccolo raggio di luna/Vorrei sapere perché è il quinto EP di Mina, pubblicato su vinile a 45 giri dall'etichetta discografica Italdisc nel 1960.
Seguendo la discografia sul sito ufficiale dell'artista (che considera gli EP alla stregua degli album Long playing o LP), il supporto successivo sarebbe cronologicamente l'album di debutto della cantante, come evidenziato nel box a fianco.

## Descrizione
Ha una copertina fotografica ufficiale. https://minamazzinimedia-4b71.kxcdn.com/m/disco/800x800/EPMH_1017_010.jpg
Raccoglie 4 brani, provenienti da altrettanti singoli già pubblicati tra il 1959 e il 1960, che si trovano anche nell'antologia Ritratto: I singoli Vol. 1 del 2010, che riunisce tutti i 45 giri pubblicati nel periodo.
Tutte queste canzoni sono incluse nel primo album ufficiale di Mina, Tintarella di luna, tranne Un piccolo raggio di luna inserito nel secondo, Il cielo in una stanza, entrambi pubblicati nel 1960.
Giulio Libano con la sua orchestra accompagna la cantante in tutti i brani, eccetto Vorrei sapere perché dove suonano gli Happy Boys.

### Edizioni internazionali
Nelle discografie straniere dell'artista esistono EP simili, i quali, eccezion fatta per la presenza del primo brano Folle banderuola, che normalmente li intitola, contengono brani diversi, per esempio Discophon 17.060 pubblicato in Spagna nel 1960 e Disques Festival IT 45 1009 S in Francia nel 1962.
Ancora in Francia è stato pubblicato un altro EP (Disques Festival IT 45 1013 S) che ha con su un lato Folle Girouette (Folle banderuola) e Les confettis (Coriandoli) cantate in francese, sull'altro due brani in italiano: Ho paura e Confidenziale.

## Tracce
Lato A
1. Folle banderuola – 2:20 (Gianni Meccia; edizioni musicali Ariston)
2. La luna e il cow boy – 2:36 (testo: Nicola Salerno – musica: Vittorio Buffoli; edizioni musicali Melodi)

Lato B
1. Un piccolo raggio di luna – 2:21 (testo: Nicola Salerno – musica: Berto Pisano; edizioni musicali S. Cecilia) – 1960
2. Vorrei sapere perché – 2:41 (testo: Piero Vivarelli, Lucio Fulci – musica: Adriano Celentano, Ezio Leoni; edizioni musicali Mascotte)